# Sint-Paulskerk (Frankfurt am Main)
De Sint-Paulskerk (Paulskirche) is een kerk in het centrum van de Duitse stad Frankfurt am Main. Het Frankfurter Parlement hield in 1848/1849 zijn vergaderingen in de Paulskerk.
Sinds de Tweede Wereldoorlog wordt het gebouw niet meer als kerk gebruikt, maar vinden er tentoonstellingen en evenementen plaats. Het meest bekende is de jaarlijkse uitreiking van de Vredesprijs van de Duitse Boekhandel tijdens de Frankfurter Buchmesse.